# プチダノン
プチダノンは、ダノンジャパン（旧味の素ダノン／カルピス味の素ダノン）から発売されている子供向けヨーグルトデザート。

## 商品概要
1パックが小さな4個入りの容器に分かれており、子供にも食べやすい量になっている。初期は1パック2個であった。
2011年現在では、グレープ味、ストロベリー味、ピーチ味2個とりんご味2個のセットの3種類がある。

## CM
1980年代中盤から1990年代前半にかけ、子供を主役としたシュールなCMで人気を博した。主に監督を務めたのは市川準。「頭ばっかりでも、体ばっかりでも、ダメよね」というジングルは、野宮真貴が歌っていた。
- 頭に浮かんだ好きなことを書きなさいと言われた子供が、ホワイトボードに「にら」と書く。
- 保母が園児に粘土を見て「これなあに？」と聞くと園児が「肉」と答える。赤い粘土の塊を「明太子」と答えるバージョンもある。
- 望遠鏡で何かを見ている子供に母親が何を見ているか聞くと、「人間」と答える。
- 子供（男児）が医師に「脱いでみようか」と言われ、上着だけでなく全裸になる。
- 父親にサッカーボールを蹴ってこいと言われた子供が、ボールを蹴りに行かず後ずさりしていく。
- 銭湯の脱衣場で女児が胸の大きな女性に、エレベーターで男児が長身の男性に、それぞれ「子供の頃、どんな栄養とってました？」と質問する[1]。

現在もCMは放映されているが、このようなシュールな内容ではない。